# 伊万诺-汉尼夫卡
47°51′1″N 35°22′37″E / 47.85028°N 35.37694°E
伊萬諾-漢尼夫卡（烏克蘭語：Івано-Ганнівка）是位於烏克蘭東南部的鄉村居民點，由扎波羅熱州扎波羅熱区的斯泰普內市鎮負責管轄。該地始建於1764年，面積0.7平方公里，海拔高度67米，2001年人口96。